# 日比野民平
日比野 民平（ひびの みんぺい、1892年11月21日 - 1964年9月3日）は、日本の政治家。衆議院議員（2期）。

## 経歴
岐阜県加茂郡古井村（古井町を経て現美濃加茂市）出身。古井町長、岐阜県会議員、同第41代副議長（1934年11月21日から1935年10月16日）、同第51代議長（1943年11月24日から1944年11月22日）、所得調査委員、加茂郡町村会長となる。
1936年の第19回衆議院議員総選挙において岐阜3区(当時)から立憲民政党公認で立候補して初当選。翌1937年の第20回衆議院議員総選挙で落選。1942年の第21回衆議院議員総選挙には出馬しなかった。戦後は1946年の第22回衆議院議員総選挙において岐阜県(大選挙区制)から日本進歩党公認で立候補して当選。進歩党政調会副会長、庶務部長となった。翌1947年の第23回衆議院議員総選挙には出馬しなかった。

## 親族
弟 間宮成吉(衆議院議員)